# 5インチゲージ

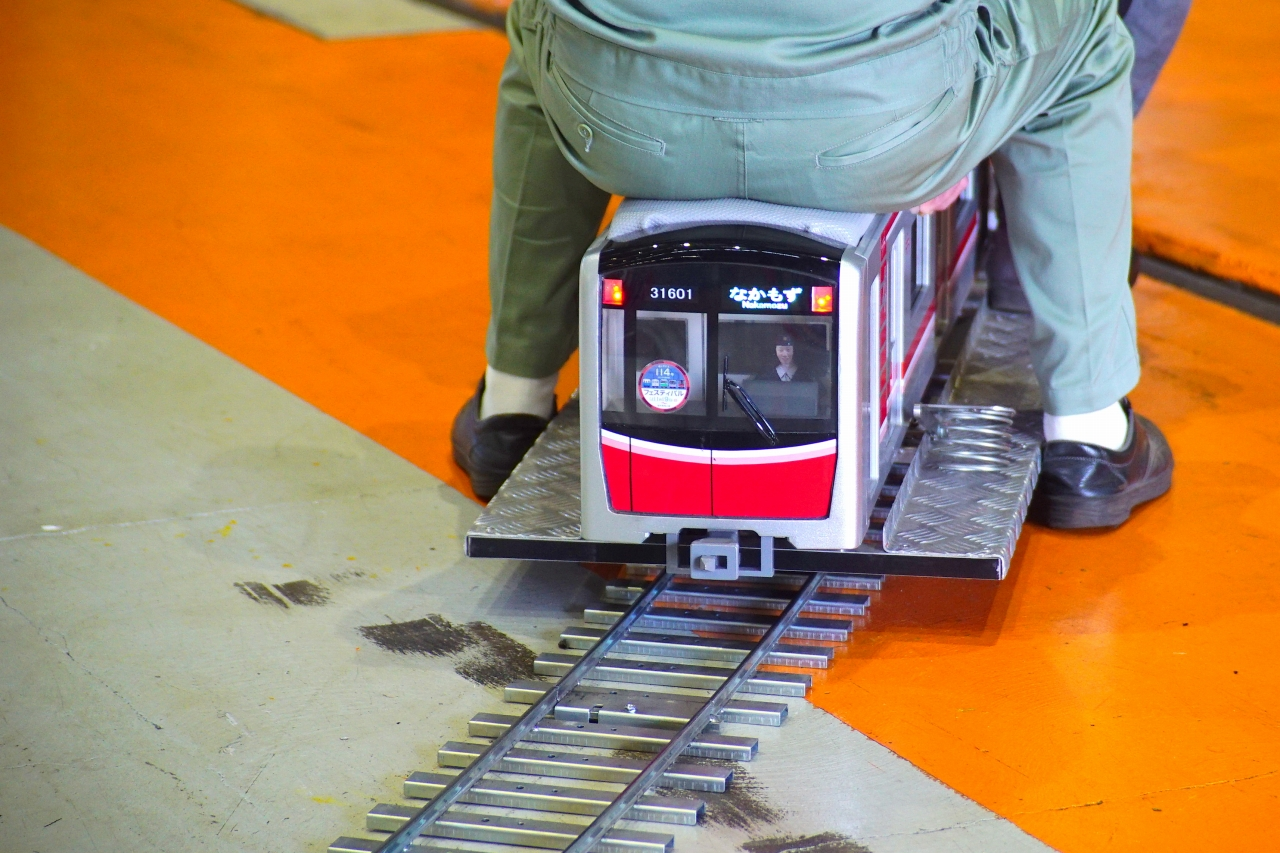
Osaka Metro30000系を模した5インチゲージ

5インチゲージ(英: 5-inch gauge)とは軌間（線路の内側の幅）が5インチ（127mm）の鉄道模型。3.5インチゲージ(約89mm）と共に日本国内では最も普及していると思われる乗用の鉄道模型である。ライブスチームの車両が運転される他、モーターと自動車用バッテリーを搭載した、いわゆる電動ライブの車両も用いられる。

## 概要
縮尺は概ね1/6から1/12程度である。主に1/8,4である。通常の鉄道模型は、縮尺が決められた上でゲージ（軌間）が定められるが、5インチゲージなどに代表される屋外志向の鉄道模型の場合は先ず線路ありきで、既存の運転会場に敷設された5インチゲージの線路を走る前提で車両が製作される。その為に、ナローゲージの車両を作りたい愛好者は1/6などの大きな縮尺を選び、国鉄型の車両を作りたい愛好家は1/8.4程度の縮尺を選ぶ。しかし、いずれの縮尺を選んだにせよ、その車両は5インチゲージの車両である。その為に、単純に「5インチゲージの車両」と言うだけでは、その縮尺を特定することは出来ない。
主に乗用の庭園鉄道として作られることから、祭りなどの催しがある際や各地の鉄道公園や遊園地などでの常設の運転場が運営されていたり、鉄道博物館にも設置されていたりもする。